# (7714) Briccialdi
(7714) Briccialdi ist ein Asteroid des inneren Hauptgürtels, der am 9. Februar 1996 am Santa Lucia Stroncone-Observatorium (IAU-Code 589) in Stroncone in der Region Umbrien entdeckt wurde.
Der Asteroid wurde am 8. Dezember 1998 nach dem italienischen Flötisten, Komponisten und Flötenbauer Giulio Briccialdi (1818–1881) benannt, der Unterrichtswerke für Querflöte sowie zahlreiche Opernfantasien für Flöte und Klavier schrieb und ab 1870 als Professor für Flöte am Konservatorium Florenz wirkte.